# Mnemosyne, LLC
Mnemosyne, LLC és una empresa amb seu a Califòrnia dedicada a l'entreteniment fundada el 2004 per Jeff Grubb i Julia Howe, antics desenvolupadors de Cyber Warrior. S'encarrega del MMORPG Rubies of Eventide. Creà la beguda carbonatada amb cafeïna Tentacle Grape i el joc de cartes col·leccionables Lolcattz.